# Colzate
Colzate – miejscowość i gmina we Włoszech, w regionie Lombardia, w prowincji Bergamo.
Według danych na styczeń 2009 gminę zamieszkiwało 1685 osób przy gęstości zaludnienia 255,3 os./1 km².